# Shin Megami Tensei: Digital Devil Saga 2
Shin Megami Tensei: Digital Devil Saga 2, conosciuto in Giappone come Digital Devil Saga 2 (Digital Devil Saga アバタール・チューナー2?, Dejitaru Debiru Sāga Abatāru Chūnā Tsū), è un videogioco di ruolo per PlayStation 2 sviluppato dalla Atlus e pubblicato in Giappone il 27 gennaio 2005. Si tratta di uno spin off della serie di videogiochi Shin Megami Tensei ed è il sequel diretto di Shin Megami Tensei: Digital Devil Saga.